# Pseudopaguristes shidarai
Pseudopaguristes shidarai is een tienpotigensoort uit de familie van de Diogenidae. De wetenschappelijke naam van de soort is voor het eerst geldig gepubliceerd in 2004 door Asakura.